# بولشه‌بایکوو
بولشه‌بایکوو (انگلیسی: Bolshebaikovo) یک شهرک در شهرستان ایشیمبایسکی استان باشقیرستان کشور روسیه است.